# Punyeta (indumentària)
|  | No s'ha de confondre amb Punyeta. |

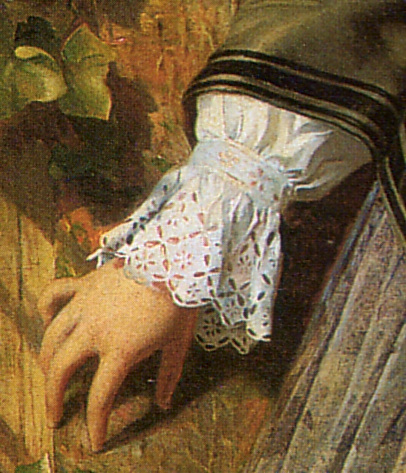
Punyeta

S'anomena punyeta o punyet a la punta d'encaix o blonda d'alguns punys. Especialment les bocamànigues brodades de les togues.
A la península ibèrica, són utilitzades com a complement de diverses vestimentes cerimonials, tant per part d'individus pertanyents a l'estament clerical: diaques, sacerdots o bisbes com de l'àmbit civil (magistrats, jutges, etc.) i, fins i tot l'acadèmic, vgr. doctors, rectors i altres personalitats universitàries. Dins la indumentària universitària, els colors de la punyeta variaran en funció de la facultat o càrrec de l'acadèmic.

## En sentit figuratiu
Punyeta és un nom genèric que es dona, en llenguatge vulgar, a quelcom que no té utilitat o que empipa. "Enviar o anar a la quinta punyeta": enviar o anar "a la quinta forca" a un lloc a on és difícil d'arribar o a una gran distància. "Viure a la quinta punyeta": viure a un lloc molt lluny. "Fer la punyeta a alguna persona": Fer-li la vida impossible, empipar-la, importunar-la, fastiguejar-la. Amb el mateix significat existeix l'eufemisme "tinyeta" reflectit a la Gran Enciclopèdia Catalana. Finalment en Corominas explica el significat com masturbació.